# 浅井なつみ
浅井 なつみ（あさい なつみ、1995年2月5日 - ）は、日本の女性ファッションモデルである。バークインスタイル所属。

## 雑誌
- ゼクシィ（12月号（2018年10月23日発売）、リクルート）
- SPRiNG（11月号（2018年9月23日発売）、宝島社）
- OZ magazine（10月号（2018年9月12日発売）、スターツ出版）
- SPRiNG（9月号（2018年7月23日発売）、宝島社）
- smart（8月号（2018年6月23日発売）、宝島社）
- WEGOMagazine（6月号（2018年6月19日発売）、WEGO）
- はなよめ（6月号（2018年5月10日発売）、百日草）
- Smart（1月号（2017年11月24日発売）、宝島社）
- RUDO　Accessory（vol.7（2017年11月24日発売）、マガジン・マガジン）
- smart（12月号（2017年10月25日発売）、宝島社）
- smart（11月号（2017年9月25日発売）、宝島社）
- ゼクシィ（10月号（2017年8月23日発売）、リクルート）

## 広告・カタログ
- サンスター「VO5」（2018年 - 2019年4月24日）
- dejavu「クリームペンシル」（アイライナー）（2018年 - 2019年1月11日）
- SONY「PlayStation Vita」（Webムービー、HPほか）（2018年 - 2019年5月19日）
- ビオレ「ふくだけコットンうるおいリッチ」（2018年 - 2019年2月28日）
- 「まんが王国」（TVCF含むALL媒体）（2018年 - 2018年11月24日）
- 資生堂「マキアージュ」（2018年 - 2018年9月）
- HONDA×CHUMS（2018年）
- ANREALAGE 2019S/S ansesson（2018年）
- ビオレ「メイク落とし」（TVCF含むALL）（2017年9月1日 - 2018年8月31日）
- SONY「PlayStation Vita」（Webムービー、HPほか）（2017年3月6日 -）
- CCJC「いろはす」（アイライナー）（2017年 - 2018年2月5日）
- ネスレ「キットカット」（2017年 - 2018年2月1日）
- EDWIN 2017 AW（店頭POP、HP）（2017年）